# Ichnestoma picta
Ichnestoma picta är en skalbaggsart som beskrevs av Louis Albert Péringuey 1885. Ichnestoma picta ingår i släktet Ichnestoma och familjen Cetoniidae. Inga underarter finns listade i Catalogue of Life.